# Kalmazove, Vilșanka
Kalmazove (în ucraineană Калмазове) este un sat în așezarea urbană Vilșanka din regiunea Kirovohrad, Ucraina.

## Demografie
Componența lingvistică a localității Kalmazove
     Ucraineană (97,1%)
     Belarusă (1,27%)
     Alte limbi (0,54%)
Conform recensământului din 2001, majoritatea populației localității Kalmazove era vorbitoare de ucraineană (97,1%), existând în minoritate și vorbitori de belarusă (1,27%).